# Alan van Sprang
Alan van Sprang (* 19. Juni 1971 in Calgary, Alberta) ist ein kanadischer Schauspieler.

## Karriere
Van Sprang kam bereits in seiner Schulzeit mit der Schauspielerei in Kontakt. An der Crescent Heights High School besuchte er einen Schauspielkurs, was in ihm den Wunsch hervorrief, Schauspieler zu werden.
Er studierte Schauspiel am Mount Royal College in Calgary und schloss die Ausbildung 1992 mit einem Diplom ab. 1997 spielte er in der Premiere des Stücks Arcadia von Tom Stoppard am CanStage Theatre in Toronto. Außerdem spielte er den wortkargen Farmer „MacMillan“ in der szenischen Erstaufführung
des Stücks Missing von Florence Gibson. Das Stück wurde im Februar 2009 uraufgeführt. Außerdem trat er an einigen regionalen Theaterbühnen auf. Bei Tourneeproduktionen spielte er in dem Theaterstück Washington Square von Augustus und Ruth Goetz (nach dem gleichnamigen Roman von Henry James) und in Cyrano de Bergerac von Edmond Rostand.
Van Sprang gab 1994 sein Fernsehdebüt in der von Aaron Spelling produzierten
TV-Serie Robin's Hoods. 1995 war er als „Marshall Cameron“ in Dangerous Intentions – Tatort Schlafzimmer zu sehen. Im folgenden Jahr war er in weiteren drei Filmen zu sehen.
In der Folge wirkte er in noch weiteren TV-Serien mit, beispielsweise in Mission Erde – Sie sind unter uns und Paradise Falls. In Mission Erde spielte er in der fünften Staffel die Rolle des Hybriden-Anführers „Howlyn“ und gehörte damit zum Hauptcast.
Seinen großen Durchbruch hatte er 2005 in George A. Romeros Land of the Dead und arbeitet seitdem regelmäßig mit ihm zusammen.
In Saw III war er als „Chris“ zu sehen. 2009 wirkte er als „Nico Orso“ in Phantom Punch mit. Im gleichen Jahr stellte er „Father Benedito“ in Cra$h & Burn dar. In Die Tudors war er als „Sir Francis Bryan“ zu sehen. Seit Januar 2016 stellt er den „Valentine Morgenstern“ in der Serie Shadowhunters, einer Verfilmung der Chroniken der Unterwelt dar.

## Privates
Van Sprang ist alleinerziehender Vater eines Sohnes.

## Filmografie
- 1994: Robins Club (Robin’s Hoods)
- 1995: Tatort Schlafzimmer (Dangerous Intentions)
- 1995: Black Fox – Die Rache ist mein (Black Fox: Good Men and Bad)
- 1996: Immer näher kommt der Tod (Closer and Closer)
- 1996: Im Würgegriff der Yakuza-Killer (Conundrum)
- 1996: Carpool – Mit dem Gangster auf der Flucht (Carpool)
- 1997: Masterminds – Das Duell (Masterminds)
- 1998: Raven – Die Unsterbliche (Highlander: The Raven)
- 1999: PSI Factor – Es geschieht jeden Tag (PSI Factor – Chronicles of the Paranormal, Fernsehserie, 1 Folge)
- 2000: The Uncles
- 2001: Earth Angels
- 2001: Baby entführt! – Drama am Weihnachtsabend (Stolen Miracle)
- 2001–2002: Mission Erde – Sie sind unter uns (Earth: Final Conflict, Fernsehserie, Staffel 5)
- 2002: Narc
- 2002: Monk (Fernsehserie, 1 Folge)
- 2003: Die Verstoßenen – Am Rande der Apokalypse (Do or Die)
- 2003: Mutant X
- 2003: Das Johannes-Evangelium (The Visual Bible: The Gospel of John)
- 2003: Rush of Fear – Gefährliche Beute (Rush of Fear)
- 2003: In the Dark
- 2004: Evel Knievel
- 2004: Anonymous Rex
- 2005: Heirat mit Hindernissen (Confessions of an American Bride)
- 2005: Land of the Dead (Land of the Dead)
- 2005: Devil’s Perch
- 2006: Saw III
- 2007: Shutter
- 2007: Diary of the Dead (Diary of the Dead)
- 2009: Phantom Punch
- 2009: Die Tudors (The Tudors, Fernsehserie, Staffel 3)
- 2009: Survival of the Dead (Survival of the Dead)
- 2009: Cra$h & Burn
- 2011–2012: King (King, Fernsehserie, alle Folgen)
- 2011: Krieg der Götter (Immortals)
- 2013: Saving Hope (Fernsehserie, 1 Folge)
- 2013: The Listener – Hellhörig (The Listener, Fernsehserie, 1 Folge)
- 2013–2014: Reign (Fernsehserie, 25 Folgen)
- 2015: Beauty and the Beast (Fernsehserie, zwei Folgen)
- 2016–2018: Shadowhunters (Fernsehserie, 25 Folgen)
- 2018: The Lie
- 2019: Star Trek: Discovery (Fernsehserie, acht Folgen)
- 2019: Northern Rescue (Fernsehserie, eine Folge)
- ab 2020: In the Dark (Fernsehserie)